# Johnny Tsunami
Johnny Tsunami és una pel·lícula original de Disney Channel transmesa per primera vegada als Estats Units el 1999, per Disney Channel. Va estar nominada l'any 2000 al Premi Humanitas en la Categoria d'Acció en viu infantil. Va precedir Johnny Kapahala: Back on Board, estrenada el 2007. Ha estat doblada al català.

## Argument
Quan Johnny, un jovenet de 13 anys, s'assabenta que els seus pares han decidit deixar la seva vida a Hawaii per traslladar-se al fred i muntanyenc Vermont no pot donar crèdit al que serà la seva vida allí. No només deixa enrere les platges i el seu esport favorit, el surf, sinó també a tots els seus amics i al seu avi, Johnny Tsunami, campió de surf.

## Repartiment
- Cary-Hiroyuki Tagawa: Johnny Tsunami
- Brandon Baker: Johnny Kapahala
- Mary Page Keller: Melanie
- Yuji Okumoto: Pete
- Lee Thompson Young: Sam Sterling
- Cylk Cozart: Sarrgento Sterling
- Kirsten Storms: Emily
- Zachary Bostrom: Brett
- Gregory Itzin: Director Pritchard
- Taylor Moore: Jake
- Anthony DiFranco: Eddie
- Steve Van Wormer: Randy
- Noah Bastian: Aaron
- Gabriel Luque: Matt
- Patrick Hoversten: Patruller del Brighton Ski
- Anne Sward: Senyoreta Arthur
- Kevin Clifford: Keith, el policia del centre comercial
- Robert B.: snowboarder

## Cançons
- The Way (cançó de Fastball): Fastball
- Fire Escape: Fastball
- Rolled: Jeffries Fan Club
- Crystal 52: Jeffries Fan Club
- Life Jacket: Simon Says